# Cercal (Ourém)
Cercal is een plaats (freguesia) in de Portugese gemeente Ourém en telt 896 inwoners (2001).